# NHK Educational TV
NHK Educational TV (NHK教育テレビジョン NHK Kyōiku Terebijon?), conocida como NHK-E, es la segunda cadena de televisión de la corporación pública Nippon Hōsō Kyōkai (NHK). Está especializada en contenidos educativos, infantiles y divulgativos. La red cuenta con 41 estaciones regionales propias que cubren todas las prefecturas y emiten una señal única a nivel nacional por Canal 2.

## Historia
NHK, la radiodifusora pública de Japón, reservaba franjas horarias desde la década de 1950 para ofrecer programas dirigidos a estudiantes de primaria y secundaria, tanto en la radio como en su nuevo canal de televisión. Conscientes del potencial de la televisión como vehículo divulgativo, NHK puso en marcha una red de estaciones para una segunda cadena especializada en contenidos educativos, cuyas emisiones comenzaron el 10 de enero de 1959 bajo el indicativo JOAB-TV. Además, sirvió para impulsar el desarrollo de la televisión en las comunidades rurales.
Aunque en 1957 ya se había fundado la Nippon Educational Television (NET), de iniciativa privada, se considera que NHK-E fue el primer canal de televisión con una programación exclusivamente educativa. La ley audiovisual japonesa fue reformada para contemplar solo como «canales educativos» aquellos que reservaran un mínimo del 50 % a espacios educativos y del 30 % a programas culturales. Con el paso del tiempo los canales privados como NET o Channel 12 (actuales TV Asahi y TV Tokyo, respectivamente) asumieron una programación generalista, mientras que NHK-E mantuvo su condición de servicio público.

## Programación
La programación de NHK-E está formada por espacios educativos, programas infantiles, documentales y divulgativos. La franja matinal está reservada principalmente a programas infantiles; la tarde incluye un noticiero en lengua de señas, contenidos educativos (varios de ellos disponibles en la plataforma en línea NHK for School) y series de animación, tanto japonesa como internacional; y por la noche se ofrecen espacios divulgativos y de enseñanza de idiomas, entre ellos el español. 
En su ánimo por abarcar el mayor público posible, en NHK-E existen programas especiales dedicados a divulgar aspectos de la cultura japonesa. Ocasionalmente se ofrecen transmisiones deportivas cuando no es posible emitirlas por el canal generalista NHK-G, entre ellas la clausura de los Juegos Olímpicos de Río 2016 debido a la diferencia horaria con Brasil.
La emisión comienza a las 05:00 todos los días y concluye en la madrugada del día siguiente. La producción está centralizada en Tokio, Osaka y Nagoya, con una señal común para todas las estaciones afiliadas.
Algunos programas producidos por NHK-E se han exportado a otros países, siendo común que NHK llegase a acuerdos con canales de televisión de América Latina para cederles contenidos. Entre esos espacios destacan, por su popularidad a finales del siglo XX en Hispanoamérica, 1, 2, 3, matemáticas, Álbum musical del mundo, Ciencias para niños, Niños en crecimiento y ¿Puedo hacerlo yo?